# شوهی یاماموتو
شوهی یاماموتو (انگلیسی: Shohei Yamamoto؛ زادهٔ ۲۹ اوت ۱۹۸۲) بازیکن فوتبال اهل ژاپن است.